# 強靭ボディSEXYボディ
『強靭ボディSEXYボディ』（きょうじんボディ セクシーボディ）は、BSジャパンで2014年11月5日から2015年9月30日まで放送されたドキュメンタリードラマ（全46話）。

## 内容
ポッチャリ男子と女子を主人公に、3ヵ月間真剣にダイエットを行い、理想の体型を目指す。
脚本のあるドラマではあるが、登場人物はダイエットを真剣に行う。シーズン毎で登場人物が異なり、ダイエットを始める前のボディデータ（Before）とダイエット後のボディデータ（After）を公開。シーズン1主演の太田千晶はこのドラマの役作りのため約5kg増量した。
Mrブルーバック（宇多丸）から送られてくるダイエットレシピとトレーニングメニューは、ダイエット情報として真面目な内容になっている。宇多丸はドラマ初出演。

## 出演者
シーズン1
- Mrブルーバック - 宇多丸（RHYMESTER）
- 凛 - 内田慈
- 細見太一郎（第1～20話） - 木多大介
- 西園寺麗華（第1～20,46話） - 太田千晶

シーズン2
- 細川円（第10～20話） - 細川菜花
- 小島主任（第11～20,43話） - 加藤衛

シーズン3
- 大根桜子（第21～33話） - ホンマ（ゆめみがち）
- 神宮寺キララ（第21～33話） - 松葉聖奈
- 堂島教官（第21話～） - 長濱慎
- 仁（第25,26話） - 牧田哲也

シーズン4
- 織田教官（第34話～） - 近江陽一郎
- 大空いろは（第33話～） - 河﨑莉奈

## スタッフ
- 構成：ゴウヒデキ、岩佐真吾
- リサーチ：澁谷正和（K-WORK）
- 撮影：三浦 貴広、川島孝夫
- ヘアメイク：小倉まゆり
- フードコーディネーター：野本やすゆき
- 栄養管理士：藤井身江子
- トレーニング監修：森俊憲
- 編集：裵正贊
- CGタイトル：ぴーたん
- テロップデザイン：是永彩希
- MA：川原崎智史
- 音響効果：安原裕人、田口優太
- 技術協力：イメージランド
- AP：関口奈津美
- AD：深谷将義、志村翔平、平塚怜、米本樹
- ディレクター：三枝賢史、黒田沙季
- プロデューサー：井上雅晴、菅沼和美
- 総合演出 / プロデューサー：森田俊介
- 企画制作：ピンク・アリゲーター
- 制作著作：BSジャパン、PROTX